# 大曽根 (つくば市)
大曽根（おおぞね）は、茨城県つくば市の地名。郵便番号は300-3253。
つくば市中央北部に位置する市街地。

## 地理
昔ながらの街並みが残る市街地となっている。
付近には、筑穂・花畑地区といった新興住宅地が位置しており、公共施設や商業店舗が立ち並び生活利便性が高い地域となっている。
かつては茨城県道128号土浦大曽根線沿線が大穂町の中心集落であり、土浦や下妻へ向かうバスが行き来していたが、この県道に並走する形で学園東大通りが開通して主街道の役目はそちらに譲り、路線バスについても学園東大通り経由の系統に取って代わられる形で廃止されている。

## 歴史

### 世帯数と人口
| 時点                   | 名称   | 世帯数 | 人口  | 出典  |
| ---------------------- | ------ | ------ | ----- | ----- |
| 令和２年（2020年）４月 | 大曽根 | 963    | 2,429 | [ 1 ] |

## 小・中学校の学区
| 小・中学校 | 義務教育学校                   |
| ---------- | ------------------------------ |
| 小学校     | 大穂学園つくば市立大曽根小学校 |
| 中学校     | 大穂学園つくば市立大穂中学校   |

## 交通

### 路線バス

#### 関鉄鉄道
- つくばセンター－テクノパーク大穂
- 土浦駅東口－テクノパーク大穂

### コミュニティバス

#### つくバス
- 小田シャトル
- 北部シャトル
- 吉沼シャトル

## 施設・店舗等
- 大穂学園つくば市立大曽根小学校
- つくば市立大曽根児童館
- 大穂郵便局
- 常陽銀行 大穂支店
- いちはら病院
- かつや つくば大曽根店
- 牛角 筑波学園北店
- 珈琲哲學 つくば大穂店
- 食楽居家 ゆおん
- すぎのや本陣 つくば大穂店

- farmal cafe

- メヒコ つくばフラミンゴ館
- もっくん珈琲

## 史跡
- 稲荷神社
- 大曽根鹿島神社
- 常福寺真宗大谷派
- 千光寺
- 薬師堂